# Route nationale 813 (Belgique)
Pour les articles homonymes, voir Route nationale 813.
La route nationale 813 est une route nationale de Belgique, classée par la région wallonne dans le quatrième réseau de la province de Luxembourg. Elle relie la nationale 83 (à hauteur de Sivry, dans la commune ville de Étalle) à Aix-sur-Cloie (commune d'Aubange), via  Chantemelle et Meix-le-Tige.

## Communes et entités sur le parcours
La nationale 813 traverse successivement les 4 communes luxembourgeoises suivantes :
- Province de Luxembourg
  - Étalle
    - Étalle () note : la section Etalle - Sivry fait partie de l'ancien tracé de la N83, et est considérée administrativement comme N83b. La borne kilométrique 0 se trouve donc à Sivry, à la bifurcation.
    - BK 00 - Sivry
    - BK 03 - Chantemelle,

  - Saint-Léger
    - BK 08 - Châtillon (sans traverser ce village )
    - BK 09 - Meix-le-Tige;

  - Messancy
    - BK 12 - passage sur les hauteurs de Habergy (sans traverser ce village )

  - Aubange
    - BK 17 -  Aix-sur-Cloie ()